# Gertrude Elles
Gertrude Lilian Elles (8 de octubre de 1872-18 de noviembre de 1960) fue una geóloga, paleontóloga y profesora universitaria británica, más conocida por su trabajo de investigación sobre la evolución y clasificación de los graptolitos.
 Su obra más conocida, Monograph of British Graptolites, fue por muchos años un referente dentro de la Paleontología.

## Biografía
Gertrude Elles nació el 8 de octubre de 1872 en Wimbledon, Londres, hija de padres escoceses. Estudió en el Wimbledon High School y después en el Newnham College de la Universidad de Cambridge, graduándose con honores en Ciencias Naturales en 1895. Viajó a Dublín para obtener su título de doctorado en 1905, ya que la Universidad de Cambridge no estaba otorgando títulos a mujeres. Entre 1904 y 1907 se estableció un acuerdo entre la Universidad de Cambridge, la Universidad de Oxford y el Trinity College de Dublín para otorgar títulos de doctorado en Irlanda a las mujeres licenciadas de Cambridge y Oxford.
Elles trabajó con Ethel Wood (más adelante Ethel Shakespear) bajo la supervisión de Charles Lapworth. Junto a Wood creó la obra Monograph of British Graptolites, donde reportaron los hallazgos de su investigación sobre los graptolitos. Wood se encargó de realizar las ilustraciones, Elles las descripciones y Lapworth les ayudó con la introducción. Esta monografía, que se publicó en partes de 1901 a 1918, se convertiría en una obra paleontológica de referencia durante muchos años. Su trabajo con los géneros de graptolitos del norte de Gales e Inglaterra llevó a Elles a recibir el Fondo Lyell de la Sociedad Geológica de Londres en 1900, pero no pudo recogerlo ya que las mujeres no podían asistir a las reuniones. Fue una de las primeras becarias femeninas de la Sociedad Geológica en 1919 y en ese mismo año recibió la Medalla Murchison.
Fue miembro activo del Sedgwick Club, la sociedad geológica oficial de la Universidad de Cambridge, donde tuvo un papel fundamental en el funcionamiento del club. Fue nombrada miembro de la Orden del Imperio Británico (MBE) en 1919, por su trabajo con la Cruz Roja durante la Primera Guerra Mundial; fue presidenta de la Asociación Británica para el Avance de la Ciencia en 1923; y fue la primera mujer en obtener un puesto de profesora adjunta en Cambridge en 1924. Continuó dando clases y realizando investigación hasta su retiro en 1938. Fue nombrada profesora emérita en 1938 y continuó supervisando estudiantes.
Jamás se casó y nunca tuvo hijos. Pasó sus últimos años en Escocia y falleció allí el 18 de noviembre de 1960.